# Distrito de Pacaraos

Provincia de Huaral en el Departamento de Lima

El distrito de Pacaraos es uno de los doce que conforman la provincia de Huaral, ubicada en el departamento de Lima, en el Perú. Administrativamente se halla en la circunscripción del Gobierno Regional de Lima. Limita por el Norte con la provincia de Huaura; por el Este con la provincia de Yauli; por el Sur con los distritos de Atavillos Alto y Santa Cruz de Andamarca; y, por el Oeste con el distrito de Veintisiete de Noviembre.
Dentro de la división eclesiástica de la Iglesia Católica del Perú, pertenece a la Diócesis de Huacho

## Historia
Al producirse la Emancipación, al transformarse los partidos en provincias y las reducciones en distritos, se creó la extinta provincia de Chancay, y Pacaraos pasó a ser parte de ella, a través del Reglamento Provisorio del 12 de febrero de 1821, dado por el libertador José de San Martín. Mediante Ley del 2 de enero de 1857, dada por el presidente Ramón Castilla es considerado como distrito. Posteriormente el Distrito de Pacaraos que comprendía a los Pueblos de Pacaraos, Ravira, Viscas, Vichaycocha, Santa Catalina, Santa Cruz y Chauca, pasaron a formar parte de la Provincia de Canta.
El 11 de mayo de 1976 mediante Ley N.º 21488, se creó la provincia de Huaral, que fue suscrita por el presidente Francisco Morales Bermúdez, con Pacaraos dentro de la nueva provincia.

## Geografía
Tiene una extensión de más de 24,4 mil hectáreas situadas a la margen derecha del río Chancay, siguiendo por un ramal que parte de la carretera Huaral-Acos-Antajirca.  Su capital es el pueblo de Pacaraos.

## División administrativa

### Centros poblados
- Urbanos
  - Santa Lucía de Pacaraos, con 404 hab.
  - San Juan de Viscas, con 210 hab.
  - San Miguel de Vichaycocha.
  - Ravira.

### Comunidades campesinas
- Pacaraos: 16 746 hectáreas. Hasta mediados del siglo XX, sus habitantes hablaron el quechua de Pacaraos.[2] Situado a 3 200 metros sobre el nivel del mar. Su clima es templado.

Los pobladores de Pacaraos se dedican a la agricultura y a la ganadería lechera. Su fiesta patronal es la Festividad de la Virgen del Rosario y el Niño Jesús, que se celebra en el mes de octubre.
- Ravira: 1 610 hectáreas, celebra su aniversario de su creación política el 5 de enero de 1768 los fundadores fueron los españoles, ubicada en la zona andina de Huaral, campesinos dedicados a la agricultura, ganadería y a la industria del queso.

Ravira, celebra su fiesta patronal en honor a la Sagrada Imagen ¨María Magdalena¨ todos los años en el mes de julio, se inicia el 19 y culmina el 24, todos los días hay una serie de actividades que son programadas por los mayordomos y a las autoridades de la comunidad. El día 22 de julio se celebra el tradicional "Rodeo".
- Vichaycocha: 5 026 hectáreas. Es un pueblo acogedor de gente muy honrada y trabajadora. En este lugar se encuentra un clima variado durante el mes de julio, ideal para pasear e ir a las estancias a ver la fauna variada. La fiesta patronal se celebra el 18 de octubre, en honor al Señor de los Milagros.
- Viscas: 6000 hectáreas.

## Religión
Para Pacaraos guarda gran significado el nombre del sacerdote jesuita Alonso de Messías. El busto a su memoria se levanta en pedestal ubicada a la entrada de la ciudad en la calle que precisamente lleva su nombre.
El mundo católico reconoce en Alonso de Messías al autor del tradicional y no menos famoso “sermón de las tres horas”, prédica que incluye las siete palabras pronunciadas por Cristo en la agonía del Gólgota en el acto de la crucifixión.

## Autoridades

### Municipales
- 2019 - 2022[3]
  - Alcalde: Doroteo Jacinto Larios Fabián, de Fuerza Regional.
  - Regidores:

  1. Frank Johny Bardales Mendoza (Fuerza Regional)
  2. Nataly Giulianna Mayta Corcino (Fuerza Regional)
  3. Willy Juan Mendizábal Mayta (Fuerza Regional)
  4. Milner Inocente Naupa Ureta (Fuerza Regional)
  5. Iván Carlín Estela De la Cruz (Patria Joven)

Alcaldes anteriores
- 2015 - 2018:[4] Luis Alberto Quintana Mendoza, Partido Perú Posible (PP).
- 2011 -2014:[5][6] Arturo Felipe Sarmiento Verástegui, del Movimiento Patria Joven.
- 2007- 2010: Arturo Felipe Sarmiento Verástegui

### Policiales
- Comisaría de Huaral
  - Comisario: Cmdte. PNP. Oswaldo Freddy Echevarria López.[7]